# Mary Brush
Mary Brush (khoảng năm 1815) quê quán Davenport, Iowa, là nhà phát minh người Mỹ và là một trong những người phụ nữ Mỹ đầu tiên được văn phòng bằng sáng chế Hoa Kỳ cấp bằng sáng chế. Bằng sáng chế về áo nịt ngực của bà được cấp vào ngày 21 tháng 7 năm 1815. Nó được cải tiến về thiết kế và nhằm mục đích "duy trì hình dáng của người phụ nữ."  Tờ Cincinnati Enquirer, năm 1908, đã xác định bà là người phụ nữ Mỹ thứ hai được cấp bằng sáng chế.